# حزب استقلال پادشاهی متحد
حزب استقلال پادشاهی متحد (UKIP, Ukip, YEW-kip) مشهور به یوکیپ از احزاب سیاسی دست راستی بریتانیا است. رهبر این حزب که مقر آن در نیوتون آبوت، دوون واقع است نایجل فراژ است. این حزب دارای یک نماینده در مجلس عوام بریتانیا، سه عضو در مجلس اعیان و ۲۲ نماینده در پارلمان اروپا دارد که آن را تبدیل به بزرگترین حزب بریتانیا در این پارلمان می‌کند.
از نظر تاریخی تمرکز اصلی حزب بر شکاکیت سرسختانه نسبت به اروپا و فراخواندن به خروج از اتحادیه اروپا بوده گرچه اکنون آن را با سیاست‌های ملی گرایانه و از نظر اقتصادی لیبرال آمیخته‌است. این حزب در سال ۱۹۹۳ توسط اعضای «اتحادیه ضد فدرالیست» با هدف اصلی تأمین امنیت «خروج بریتانیا از اتحادیه اروپا» تأسیس شده‌است. این حزب خودش را حزبی «دموکراتیک» و لیبرترین توصیف می‌نماید.
عملکرد این حزب در انتخابات محلی ۲۰۱۳ بهترین نتیجه برای یک حزب خارج از سه حزب اصلی سیاست بریتانیا از جنگ جهانی دوم تاکنون بوده‌است که در شمار کرسی‌های برنده شدهٔ شوراها چهارم و در آرا اخذ شده در سطح کشور سوم بوده‌است.

## دستاورد حزب در انتخابات پارلمان اروپا
شمارش آرا در بریتانیا نشان می‌دهد که این حزب با کسب بیش از ۲۷ درصد از آرا در صدر جدول انتخابات پارلمانی اتحادیه اروپا در بریتانیا قرار گرفته‌است. رهبر این حزب نایجل فراژ نیز اعلام کردکه این حزب در کل بریتانیا پیروز شده‌است. نتیجه شمارش آرا تاکنون نشان از پیروزی این حزب با ۲۷٫۵ درصد از آرا و به دست آوردن ۲۴ کرسی پارلمان اتحادیه اروپا دارد.

## دستاورد حزب در انتخابات سال ۲۰۱۵
در انتخابات پارلمانی سال ۲۰۱۵، این حزب با کسب بیش از ۳٫۸ میلیون رأی توانست حزب لیبرال دموکرات را پشت سر گذاشته و از لحاظ آرای مردمی در جایگاه سومین حزب بریتانیا قرار گیرد. البته به دلیل نظام نخست‌نفری انتخابات مجلس عوام بریتانیا، فقط یکی از نامزدهای این حزب به مجلس عوام راه یافت. ناکامی نسبی این حزب به دلیل راهیابی فقط یک نفر از اعضای این حزب به مجلس عوام سبب شد که نایجل فراژ از سمت خود به عنوان رهبر این حزب کناره گیری کند.